# ماتیا بودانو
ماتیا بودانو (انگلیسی: Mattia Bodano؛ زادهٔ ۱۱ اوت ۱۹۹۰) بازیکن فوتبال اهل ایتالیا است.